# Barbara Buchholz
Barbara Buchholz (née le 8 décembre 1959 et morte le 10 avril 2012) est une musicienne allemande. Elle est l'une des figures reconnues dans son domaine instrumental, le thérémine.

## Biographie
Barbara Buchholz naît à Duisbourg. Elle étudie la flûte, la guitare, la basse et le chant à l'université de Bielefeld. Elle connait son premier succès en tant que bassiste dans le jazz band féminin allemand Reichlich Weiblich. Depuis le début des années 1980, elle a travaillé dans divers projets interdisciplinaires comme interprète aussi bien que compositrice. Elle a produit e.g. Tap It Deep - „midified“ Steppdance and music, Human Interactivity, activité humaine Theremin: Berlin-Moscow.
A la fin des années 1990 Barbara Buchholz rencontre Lydia Kavina, la petite-nièce de Léon Theremin, par la suite, elle se rend à Moscou et devient une élève de Kavina. En jazz et musique contemporaine elle développe de nouvelles techniques de jeu et expérimente d'autre possibilités de sons pour le thérémine. Avec Kavina, en 2005 Barbara Buccholz crée la formation pour thérémine Touch ! Don't Touch !. De nouvelles compositions sont écrites, entre autres, par Moritz Eggert, Michael Hirsch, Caspar Johannes Walter, Juliane Klein, Peter Gahn, Gordon Kampe et Sidney Corbett.
Barbara Buchholz se produit dans un trio avec le trompettiste norvégien Arve Henriksen et le musicien de musique électronique Jan Bang. Elle tourne avec le Jass Bigband Graz dans le cadre de Electric Poetry & Lo-Fi Cookies et effectue des performances en solo.
Elle a joué du thérémine  dans de nombreuses œuvres contemporaines, comme "la petite sirène", un ballet de John Neumeier, dont la musique est composée par Lera Auerbach, and dans les opéras "Linkerhand" par Moritz Eggert et Bestmann-Opera d'Alex Nowitz.
En 2009 Barbara Buchholz participe à la version allemande du télé-crochet America's got talent et fait découvrir le thérémine à un large public,.
Barbara Buchholz meurt le 10 avril 2012 à Berlin après une longue bataille contre le cancer.

## Discographie sélective
- Touch! Don't Touch! (2006 ; Wergo), avec Lydia Kavina & Kammerensemble Neue Musik Berlin
- Theremin: Russia with Love (2006 ; Intuition)
- Sonata Mix Dwarf Cosmos  (2007; Rune Grammofon), avec Susanna
- Moonstruck (2008 ; Intuition)